# Рамирес, Альберт
Альберт Рамирес (исп. Albert Ramirez; 7 мая 1992, Эль-Вихия, Венесуэла) — венесуэльский боксёр-профессионал, выступающий в полутяжёлой (до 79,4 кг) и в первой тяжёлой (до 90,7 кг) весовых категориях. Временный чемпион мира в полутяжёлом весе (WBA, 2025—н. в.).
Серебряный призёр Панамериканских игр (2015). Бронзовый призёр Боливарианских игр (2017). Победитель Панамериканского чемпионата (2015). Чемпион Венесуэлы (2012).
Среди профессионалов действующий чемпион WBA International (2024—н.в.). Среди профессионалов бывший чемпион Центральной Америки по версии WBC в полутяжелом весе (2022), бывший чемпион мира по версиям WBO Global в первом тяжелом весе (2023).
Лучшая позиция по рейтингу BoxRec — 6-я (июнь 2025) и является 1-м среди венесуэльских боксёров полутяжёлой весовой категории, а по рейтингам основных международных боксёрских организаций занимает: 4-е место рейтинга WBC, 3-е место рейтинга WBA, 5-е место рейтинга IBF, 4-е место рейтинга WBO — входя в ТОП-10 лучших боксёров полутяжеловесов всего мира.

## Любительская карьера
Начал заниматься боксом в 2002 году.
Тренируется у Хулио Эрнандеса.

### Чемпионат Венесуэлы 2012
Выступал в тяжёлой весовой категории (до 91 кг). В финале победил Росмеля Брито.

### Южноамериканские игры 2014
Выступал в полутяжёлой весовой категории (до 81 кг). В четвертьфинале проиграл эквадорцу Карлосу Гонгоре.

### Центральноамериканские и Карибские игры 2014
Выступал в полутяжёлой весовой категории (до 81 кг). В 1/8 финала проиграл колумбийцу Хуану Каррильо.

### World Series of Boxing2015
Представлял команду «Caciques de Venezuela». Выступал в полутяжёлой весовой категории (до 81 кг). 24 января 2015 года победил азербайджанца Солтана Мигитинова. 7 февраля 2015 года победил пуэрториканца Хосефа Лабоя. 7 марта 2015 года проиграл хорвату Хрвойе Сепу. 21 марта 2015 года победил американца Стивена Нельсона. 11 апреля 2015 года победил аргентинца Хосуэ Оливера. 24 апреля 2015 года победил поляка Матеуша Трыка.

### Панамериканские игры 2015
Выступал в полутяжёлой весовой категории (до 81 кг). В четвертьфинале победил бразильца Мишела Боржиса. В полуфинале победил мексиканца Рохелио Ромеро. В финале проиграл кубинцу Хулио Сесару ла Крусу.

### Панамериканский чемпионат 2015
Выступал в полутяжёлой весовой категории (до 81 кг). В четвертьфинале победил американца Стивена Нельсона. В полуфинале победил аргентинца Маркоса Эскудеро. В финале победил кубинца Хулио Сесара ла Круса.

### Чемпионат мира 2015
Выступал в полутяжёлой весовой категории (до 81 кг). В 1/16 финала проиграл узбекистанцу Эльшоду Расулову.

### World Series of Boxing 2016
Представлял команду «Caciques de Venezuela». Выступал в полутяжёлой весовой категории (до 81 кг). 29 января 2016 года победил аргентинца Серхио Альберто Лебенштайна.

### Олимпийские игры 2016
Выступал в полутяжёлой весовой категории (до 81 кг). В 1/16 финала победил россиянина Петра Хамукова. В 1/8 финала проиграл алжирцу Абдельхафиду Беншабле.

### World Series of Boxing 2017
Представлял команду «Caciques de Venezuela». Выступал в полутяжёлой весовой категории (до 81 кг). 17 марта 2017 года победил кубинца Хулио Сесара ла Круса. 21 апреля 2017 года победил аргентинца Хуана Рисо Патрона.

### Панамериканский чемпионат 2017
Выступал в полутяжёлой весовой категории (до 81 кг). В 1/8 финала победил американца Кианте Ирвинга. В четвертьфинале проиграл колумбийцу Хейсону Монрою.

### Чемпионат мира 2017
Выступал в полутяжёлой весовой категории (до 81 кг). В 1/16 финала проиграл мексиканцу Рохелио Ромеро.

### Боливарианские игры 2017
Выступал в тяжёлой весовой категории (до 91 кг). В четвертьфинале победил перуанца Хосе Марию Лукара. В полуфинале проиграл эквадорцу Хулио Кастильо.

### World Series of Boxing 2018
Представлял команду «Caciques de Venezuela». Выступал в полутяжёлой весовой категории (до 91 кг). 23 февраля 2018 года проиграл колумбийцу Дейвису Хулио. 23 марта 2018 года победил кубинца Эрисланди Савона.

## Профессиональная карьера
Дебютировал на профессиональном ринге 9 июня 2018 года, победив нокаутом в 1-м раунде.
С 2018 года сотрудничает с менеджером Каримом Бузиди.
Тренируется у Хакобо Крисматта. Также работает с Мехди Умиа.
Сотрудничает с промоутерской компанией «Eye of the Tiger».
23 сентября 2023 года победил бывшего претендента на титул чемпиона мира в полутяжёлом весе доминиканца Ленина Кастильо.
25 января 2024 года в Монреале решением большинства судей победил украинского боксёра Артура Зиятдинова. Завовал титул WBA International.
24 августа 2024 года в городе Ла-Гуайра (Венесуэла) состоялся вечер бокса «Ночь чемпионов IBA», и главным событием стала первая защита титула WBA International в полутяжелом весе против россиянина с немецким гражданством Адама Дайнеса. К 7-му раунду Рамирес вел бой по очкам. В 7-м раунде Дайнес дважды оказывался в нокдауне. Рефери остановил бой.
6 февраля 2024 года в Монреале (Канада) провел вторую защиту титула. В со-главном событии вечера встретился с хорватом Марко Каличем (15-1, 9 КО). В стартовом раунде не мог найти нужную дистанцию ввиду уменьшенного рамера ринга, но когда освоился дважды послал хорвата на настил. ТКО 3 и вторая защита титула WBA International.
5 июня 2025 года в Монреале (Канада) в главном бою вечера нокаутировал во 2-м раунде британца Майкла Флэннери (13-1, 11 КО). Рамирес сразу занял центр ринга и начал выцеливать. В середине раунда после точного правого Флэннери оказывается в нокдауне, а в середине второй трехминутке британец оказывается в тяжёлом нокдауне от апперкота справа. Он смог встать, но рефери остановил бой. Рамирес в третий раз защитил титул WBA International упрочив лидирующие позиции в рейтингах.

### Чемпионский бой с Джеромом Пампелоном
8 августа 2025 года нокаутировал в 7-м раунде британца Джерома Пампелона и завоевал вакантный титул временного чемпиона мира в полутяжёлом весе по версии WBA.

## Статистика боёв
В таблице перечислены результаты всех поединков боксёров.
В каждой строке указан результат поединка. Дополнительно номер поединка обозначен цветом, который обозначает итог поединка. Расшифровка обозначений и цветов представлена в нижеследующей таблице.
| Пример | Расшифровка                     |
| ------ | ------------------------------- |
|        | Победа                          |
|        | Ничья                           |
|        | Поражение                       |
|        | Планируемый поединок            |
|        | Поединок признан несостоявшимся |
| КО     | Нокаут                          |
| ТКО    | Технический нокаут              |
| PTS    | Решение судей (по очкам)        |
| UD     | Единогласное решение судей      |
| MD     | Решение большинства судей       |
| SD     | Раздельное решение судей        |
| RTD    | Отказ от продолжения боя        |
| DQ     | Дисквалификация                 |
| NC     | Поединок признан несостоявшимся |

| 22 поединка, 22 победы (19 нокаутом). | 22 поединка, 22 победы (19 нокаутом). | 22 поединка, 22 победы (19 нокаутом). | 22 поединка, 22 победы (19 нокаутом). | 22 поединка, 22 победы (19 нокаутом).                                            | 22 поединка, 22 победы (19 нокаутом). | |
| Бой                                   | Рекорд                                | Дата боя                              | Соперник                              | Место проведения боя                                                             | Результат                             | Примечание |
| ------------------------------------- | ------------------------------------- | ------------------------------------- | ------------------------------------- | -------------------------------------------------------------------------------- | ------------------------------------- | --- |
| 22                                    | 22-0                                  | 8 августа 2025                        | Джером Пампелон (19-2)                | Мученики Февраля, Бенгази, Ливия                                                 | TKO 7 (12)                            | Завоевал вакантный титул временного чемпиона мира в полутяжёлом весе по версии WBA. Пампелон в нокдауне один раз в 6-м и два раза в 7-м раунде. |
| 21                                    | 21-0                                  | 5 июня 2025                           | Майкл Аллан Фленнери (13-0)           | Казино в Монреале, Монреаль, Квебек, Канада                                      | TKO 2 (10)                            | |
| 20                                    | 20-0                                  | 6 февраля 2025                        | Марко Калич (15-1)                    | Казино в Монреале, Монреаль, Квебек, Канада                                      | TKO 3 (10)                            | Защитил титул WBA International (2 защита Рамиреса) в полутяжелом весе                                                                          |
| 19                                    | 19-0                                  | 24 августа 2024                       | Адам Дайнес (23-2-1)                  | Polideportivo José María Vargas, Ла-Гуайра, Венесуэла                            | RTD 7(10)                             | Защитил титул WBA International (1 защита Рамиреса) в полутяжелом весе                                                                          |
| 18                                    | 18-0                                  | 25 января 2024                        | Артур Зиятдинов (15-1)                | Казино в Монреале, Монреаль, Квебек, Канада                                      | UD 10                                 | Завоевал титул WBA International в полутяжелом весе. Счёт судей: 100-90, 99-91, 98-92.                                                          |
| 17                                    | 17-0                                  | 23 сентября 2023                      | Ленин Кастильо (24-4-1)               | Chapiteau de l’Espace Fontvieille, Фонвьей, Монако                               | UD 10                                 | Счёт судей: 95-94, 96-93, 97-92. |
| 16                                    | 16-0                                  | 5 мая 2023                            | Рикардо Адриан Луна (25-9-2)          | Casino de Deauville, Куэрнавака, Морелос, Мексика                                | TKO 4 (10), 0:16                      | |
| 15                                    | 15-0                                  | 22 января 2023                        | Джейкоб Диксон (8-0)                  | Casino de Deauville, Довиль, Кальвадос, Франция                                  | TKO 1 (10), 2:52                      | Завоевал вакантный титул WBO Global в 1-м тяжёлом весе.                                                                                         |
| 14                                    | 14-0                                  | 24 июня 2022                          | Брайан Науэль Суарес (17-0)           | Casino Buenos Aires, Буэнос-Айрес, Аргентина                                     | KO 1 (10), 2:31                       | Завоевал титул WBA Continental Americas в полутяжёлом весе. Суарес два раза в нокдауне.                                                         |
| 13                                    | 13-0                                  | 8 апреля 2022                         | Виктор Уго Экснер (7-9-1)             | Cava Domecq, Агуаскальентес, штат Агуаскальентес, Мексика                        | KO 3 (10), 1:46                       | Завоевал вакантный титул WBC FECARBOX в полутяжёлом весе.                                                                                       |
| 12                                    | 12-0                                  | 11 марта 2022                         | Факундо Николас Галовар (13-6-2)      | Casino Buenos Aires, Буэнос-Айрес, Аргентина                                     | UD 10                                 | Завоевал вакантный титул WBA Fedelatin в полутяжёлом весе. Счёт судей: 99-91 и 98-92 (дважды).                                                  |
| 11                                    | 11-0                                  | 11 февраля 2022                       | Хуан Карлос Райгоса (17-19-3)         | Arena Alcalde, Гвадалахара, Халиско, Мексика                                     | TKO 3 (8), 2:04                       | |
| 10                                    | 10-0                                  | 1 апреля 2021                         | Вараздат Черников (11-18)             | Basket Hall, Краснодар, Краснодарский край, Россия                               | TKO 3 (6), 2:29                       | Черников в нокдауне во 2-м раунде. |
| 9                                     | 9-0                                   | 12 октября 2019                       | Хуан Карлос Парра Родригес (6-17-2)   | La Casa de los Zonkeys, Тихуана, Нижняя Калифорния, Мексика                      | KO 1 (8), 2:59                        | |
| 8                                     | 8-0                                   | 17 августа 2019                       | Хаудиэль Сепеда (13-27-1)             | Auditorio Municipal, Тихуана, Нижняя Калифорния, Мексика                         | TKO 1 (6), 1:46                       | |
| 7                                     | 7-0                                   | 22 июня 2019                          | Франсиско Вильянуэво (15-34-3)        | Ahualulco del Mercado, Халиско, Мексика                                          | TKO 3 (8), 2:23                       | |
| 6                                     | 6-0                                   | 22 декабря 2018                       | Исайас Ортега (3-5)                   | Auditorio Municipal Fausto Gutiérrez Moreno, Тихуана, Нижняя Калифорния, Мексика | TKO 1 (6), 0:51                       | |
| 5                                     | 5-0                                   | 6 октября 2018                        | Хуан Хосе Росалес (1-0)               | Gasmart Stadium, Тихуана, Нижняя Калифорния, Мексика                             | KO 5 (6), 0:36                        | |
| 4                                     | 4-0                                   | 1 сентября 2018                       | Карлос Умберто Чавес (2-1)            | Auditorio Municipal, Тихуана, Нижняя Калифорния, Мексика                         | TKO 6 (6), 0:47                       | |
| 3                                     | 3-0                                   | 28 июля 2018                          | Хуан Морено Марес (4-25-2)            | Auditorio Municipal, Тихуана, Нижняя Калифорния, Мексика                         | TKO 1 (4), 1:43                       | |
| 2                                     | 2-0                                   | 14 июля 2018                          | Хулио Алькантар Махорс (1-4-1)        | Bar La Oficina, Тихуана, Нижняя Калифорния, Мексика                              | TKO 1 (4), 2:24                       | |
| 1                                     | 1-0                                   | 9 июня 2018                           | Хустино Ривера Меса (2-23-2)          | Auditorio Municipal, Тихуана, Нижняя Калифорния, Мексика                         | KO 1 (4), 1:19                        | |
| Бой                                   | Рекорд                                | Дата боя                              | Соперник                              | Место проведения боя                                                             | Результат                             | Примечание |

## Титулы и достижения

### Любительские
- 2012  Чемпион Венесуэлы в тяжёлом весе (до 91 кг).
- 2015  Серебряный призёр Панамериканских игр в полутяжёлом весе (до 81 кг).
- 2015  Победитель Панамериканского чемпионата в полутяжёлом весе (до 81 кг).
- 2017  Бронзовый призёр Боливарианских игр в тяжёлом весе (до 91 кг).

### Профессиональные
- Титул WBA Fedelatin в полутяжёлом весе (2022).
- Титул WBC FECARBOX в полутяжёлом весе (2022—2023).
- Титул WBA Continental Americas в полутяжёлом весе (2022—2025).
- Титул WBO Global в 1-м тяжёлом весе (2023).
- Титул WBA International в полутяжёлом весе (2024—2025).
- Временный чемпион мира в полутяжёлом весе (WBA, 2025—н. в.).